# Arctostaphylos refugioensis
Arctostaphylos refugioensis är en ljungväxtart som beskrevs av Roman W. Gankin. Arctostaphylos refugioensis ingår i släktet mjölonsläktet, och familjen ljungväxter. Inga underarter finns listade i Catalogue of Life.

## Bildgalleri

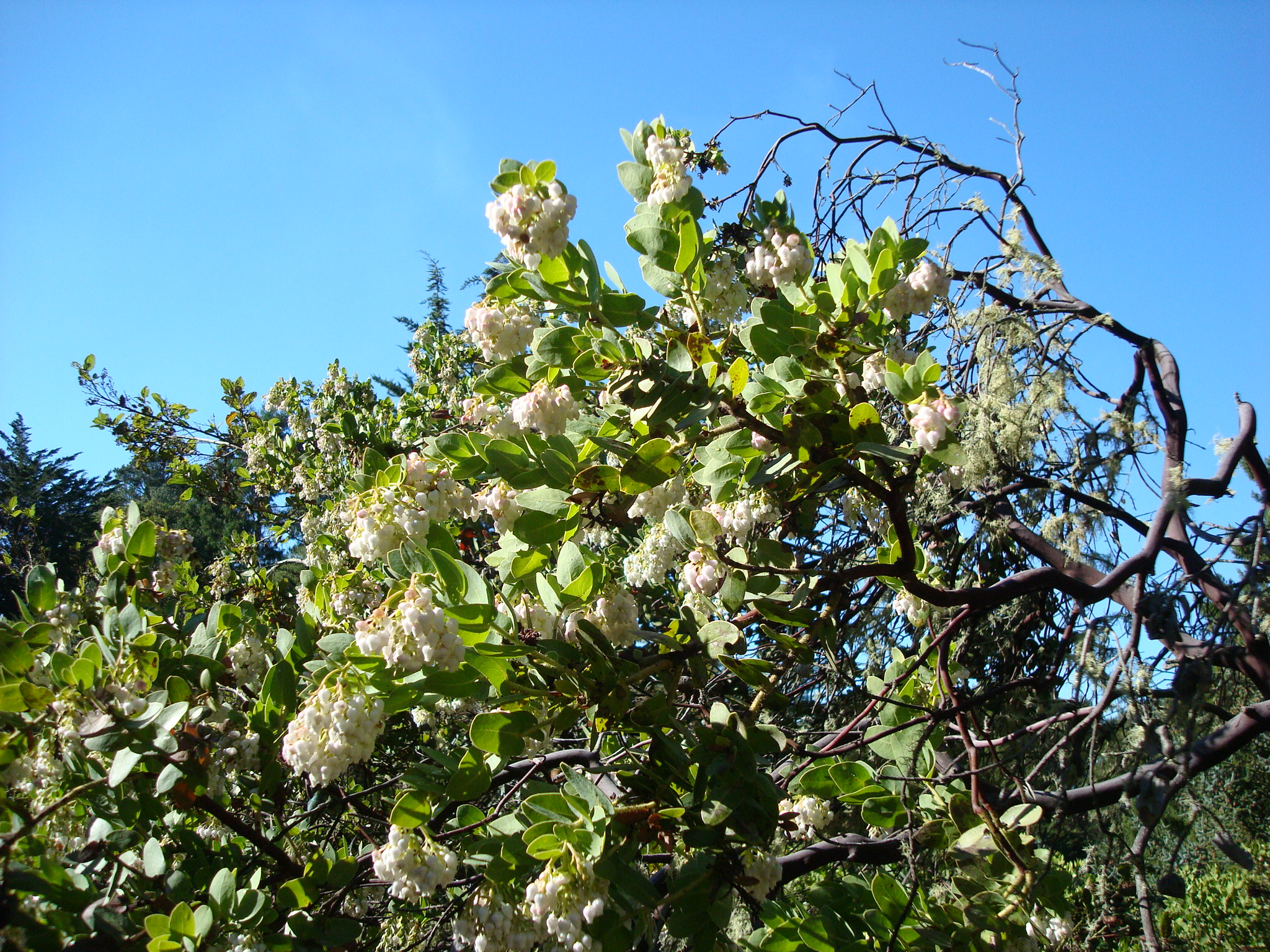
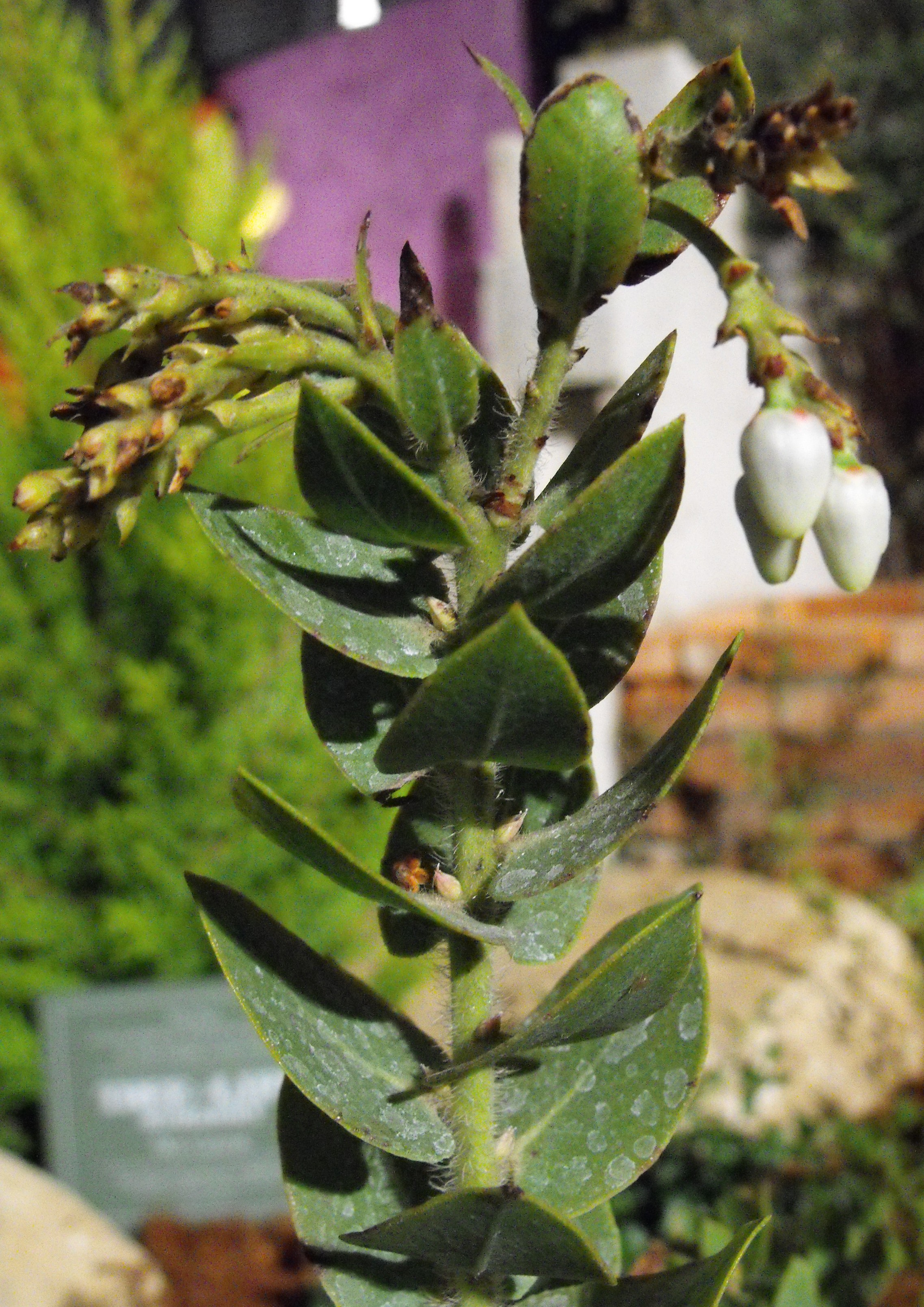